# Зарой (древнерусский город)
Зарой — древнерусский город в Смоленском княжестве, местоположение которого до сих пор достоверно не установлено.
Впервые упоминается в 1136 году в грамоте смоленского князя Ростислава Мстиславича. В Ипатьевской летописи упомянут под 1154 годом в связи с походом Юрия Долгорукого на смоленского князя Ростислава Мстиславича, который «поиде противу ему к Зарою». Выступив навстречу своему дяде, Ростислав заключил с ним мир у Зароя. В качестве вероятного места, где мог находиться летописный Зарой, называется городище у села Разрытого в Мглинском районе Брянской области.
Л. В. Алексеев отождествлял летописный Зарой с Зарубом в Смоленской земле.